# Afanasijs Kuzmins
Afanasijs Kuzmins (Daugavpils, 22 marzo 1947) è un tiratore a segno lettone.
Vanta nove partecipazioni ai Giochi olimpici. Gareggiò per l'Unione Sovietica alle sue prime tre Olimpiadi prima della caduta del muro di Berlino.

## Partecipazioni olimpiche
1. Giochi della XXI Olimpiade
2. Giochi della XXII Olimpiade
3. Giochi della XXIV Olimpiade
4. Giochi della XXV Olimpiade
5. Giochi della XXVI Olimpiade
6. Giochi della XXVII Olimpiade
7. Giochi della XXVIII Olimpiade
8. Giochi della XXIX Olimpiade
9. Giochi della XXX Olimpiade

## Palmarès
- Oro a Seoul 1988 (pistola 25 m)
- Argento a Barcellona 1992 (pistola 25 m)